# Isère (departement)
Isère (38; Occitaans: Isèra) is een Frans departement, gelegen in de regio Auvergne-Rhône-Alpes. De prefectuur is Grenoble.

## Geschiedenis
Het departement was een van de 83 departementen die werden gecreëerd tijdens de Franse Revolutie, op 4 maart 1790 door uitvoering van de wet van 22 december 1789, vertrekkend van de provincie Dauphiné.

## Geografie
Het departement Isère maakt deel uit van de regio Auvergne-Rhône-Alpes sinds 1 januari 2016. Voorheen maakte het departement deel uit van Rhône-Alpes. Het wordt begrensd door de departementen Rhône, Ain, Savoie, Hautes-Alpes, Drôme, Ardèche en Loire. Ook grenst het aan de Métropole de Lyon.
Het departement ontleent zijn naam aan de rivier Isère die door het dal van Grésivaudan loopt.
Isère bestaat uit de drie arrondissementen, 29 kantons en 512 gemeenten:
- Arrondissement Grenoble
- Arrondissement La Tour-du-Pin
- Arrondissement Vienne
- Kantons van Isère
- Lijst van gemeenten in het departement Isère

Hier ligt ook de Alpe d'Huez, een populair skigebied en fietsgebied. Het departement kent een grote landschappelijke variatie waarbij het laagste punt 133 meter boven NAP ligt en het hoogste punt de 4.102 meter hoge Barre des Écrins is. In het departement ligt ook een deel van het Nationaal park Écrins, een van de elf nationale parken van Frankrijk.
In het departement liggen verschillende bergmassieven, waaronder de Écrins, de Belledonne, de Vercors en de Chartreuse, allemaal onderdeel uitmakend van de Alpen. Het noordwesten van het departement is een zachtgolvend heuvelgebied, naar het zuidoosten toe worden de heuvels hoger en gaan ze over in de voorgebergten van de Alpen om uiteindelijk verder in het zuidoosten over te gaan in het hooggebergte. Ten zuiden van Grenoble, op de grens met het departement Drôme, ligt de klimaatscheiding met de zuidelijke Alpen. Het hele departement ligt ten noorden van die klimaatscheiding en het in de Alpen gelegen gebied maakt deel uit van de Alpes du Nord.

## Demografie
De inwoners van Isère heten Isérois.

### Demografische evolutie sinds 1962
| Naam       | Index 1962 | Index 1968 | Index 1975 | Index 1982 | Index 1990 | Index 1999 | Index 2008 | Index 2019 |
| ---------- | ---------- | ---------- | ---------- | ---------- | ---------- | ---------- | ---------- | ---------- |
| Isère      | 100,0      | 105,2      | 117,9      | 128,4      | 139,3      | 149,9      | 162,9      | 174,2      |
| Frankrijk* | 100,0      | 107,1      | 113,3      | 117,0      | 121,9      | 126,0      | 133,8      | 140,1      |

| Naam       | Inw./Km² 1962 | Inw./km² 1968 | Inw./km² 1975 | Inw./km² 1982 | Inw./km² 1990 | Inw./km² 1999 | Inw./km² 2008 | Inw./km² 2019 |
| ---------- | ------------- | ------------- | ------------- | ------------- | ------------- | ------------- | ------------- | ------------- |
| Isère      | 98,2          | 103,3         | 115,8         | 126,1         | 136,8         | 147,2         | 160,0         | 171,1         |
| Frankrijk* | 84,2          | 90,1          | 95,4          | 98,5          | 102,7         | 106,1         | 112,7         | 119,7         |

Frankrijk* = exclusief overzeese gebieden
Bron: Recensement Populaire INSEE - 1962 tot 1999 population sans doubles comptes, nadien Population Municipale
Op 1 januari 2022 had Isère 1.291.380 inwoners.

### De 10 grootste gemeenten in het departement
| Nr. | Gemeente             | Aantal inwoners (2022) |
| --- | -------------------- | ---------------------- |
| 1   | Grenoble             | 156.389                |
| 2   | Saint-Martin-d'Hères | 38.022                 |
| 3   | Échirolles           | 36.708                 |
| 4   | Vienne               | 31/555                 |
| 5   | Bourgoin-Jallieu     | 29.816                 |
| 6   | Fontaine             | 22.741                 |
| 7   | Voiron               | 21.604                 |
| 8   | Villefontaine        | 19.018                 |
| 9   | Meylan               | 18.790                 |
| 10  | L'Isle-d'Abeau       | 17.096                 |

## Afbeeldingen

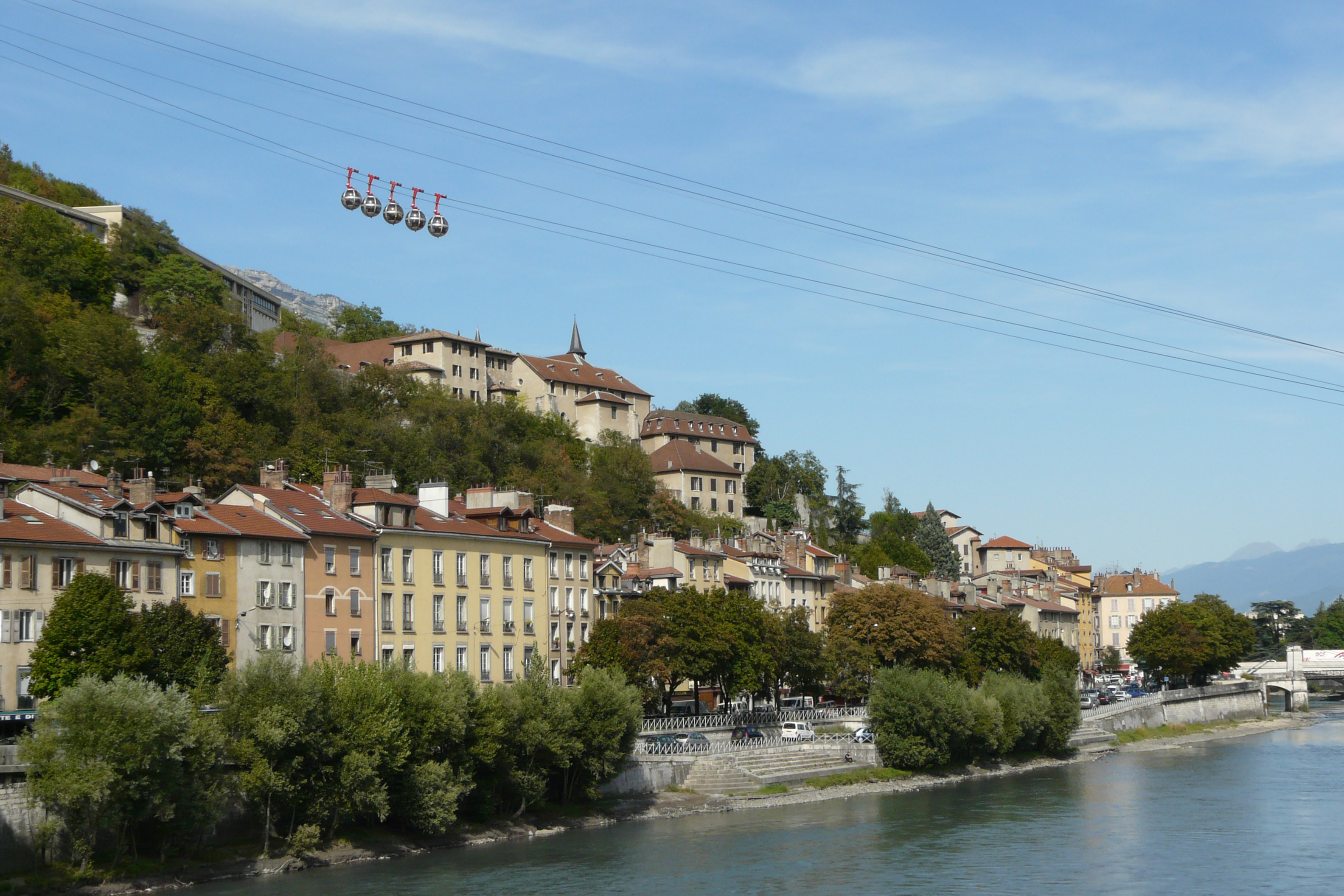
De Isère in Grenoble
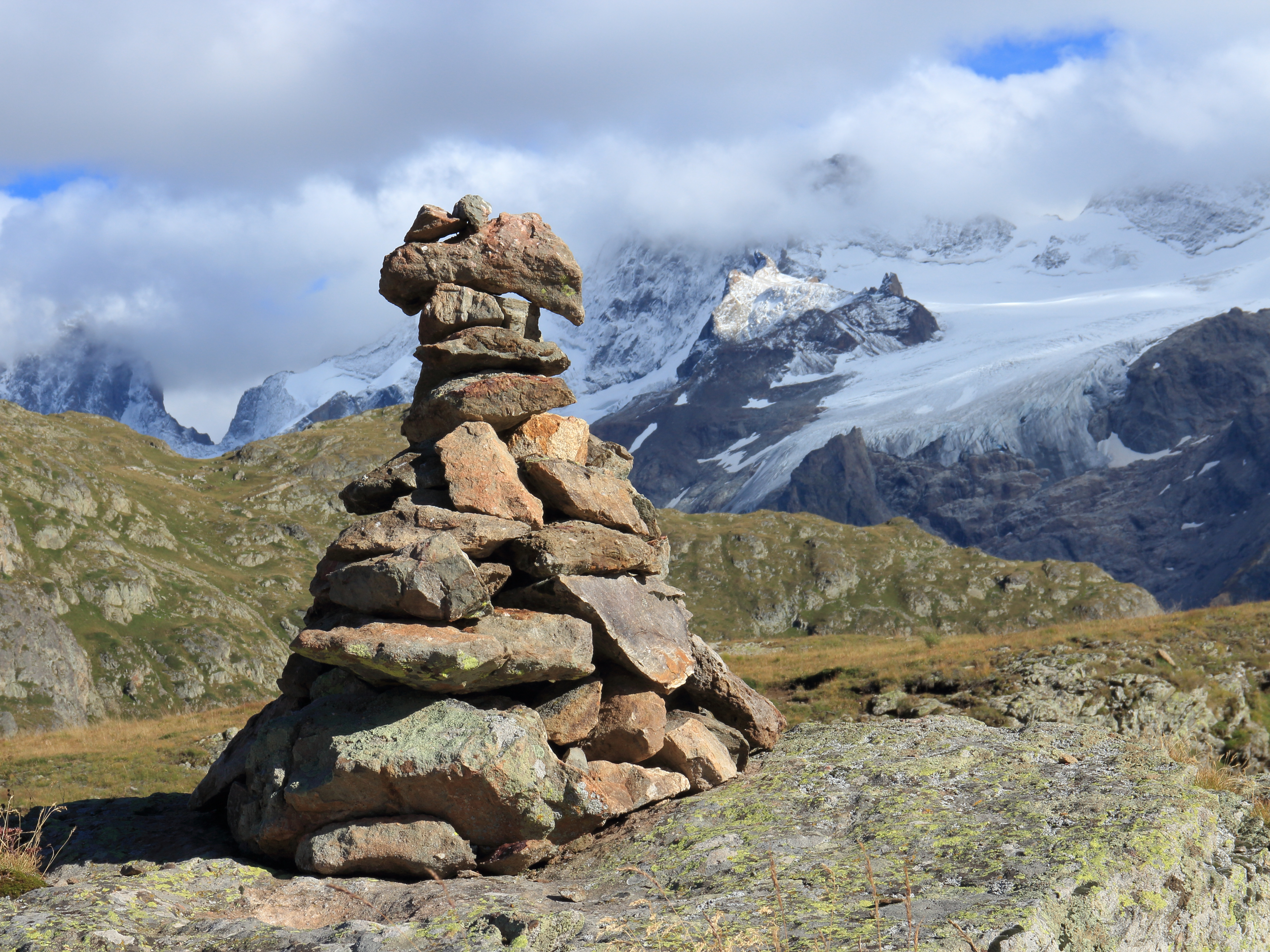
Landschap bij Les Deux Alpes
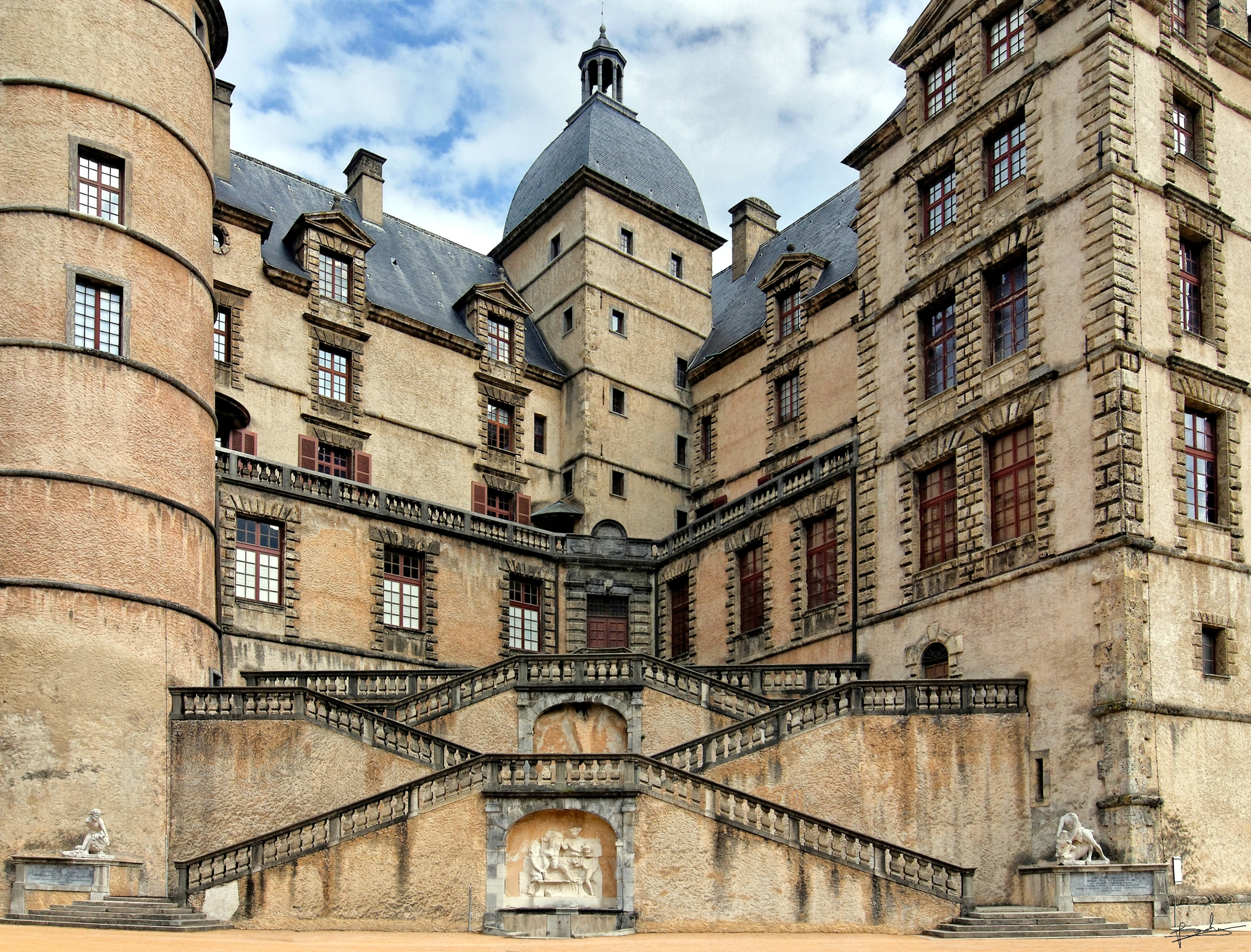
Kasteel van Vizille
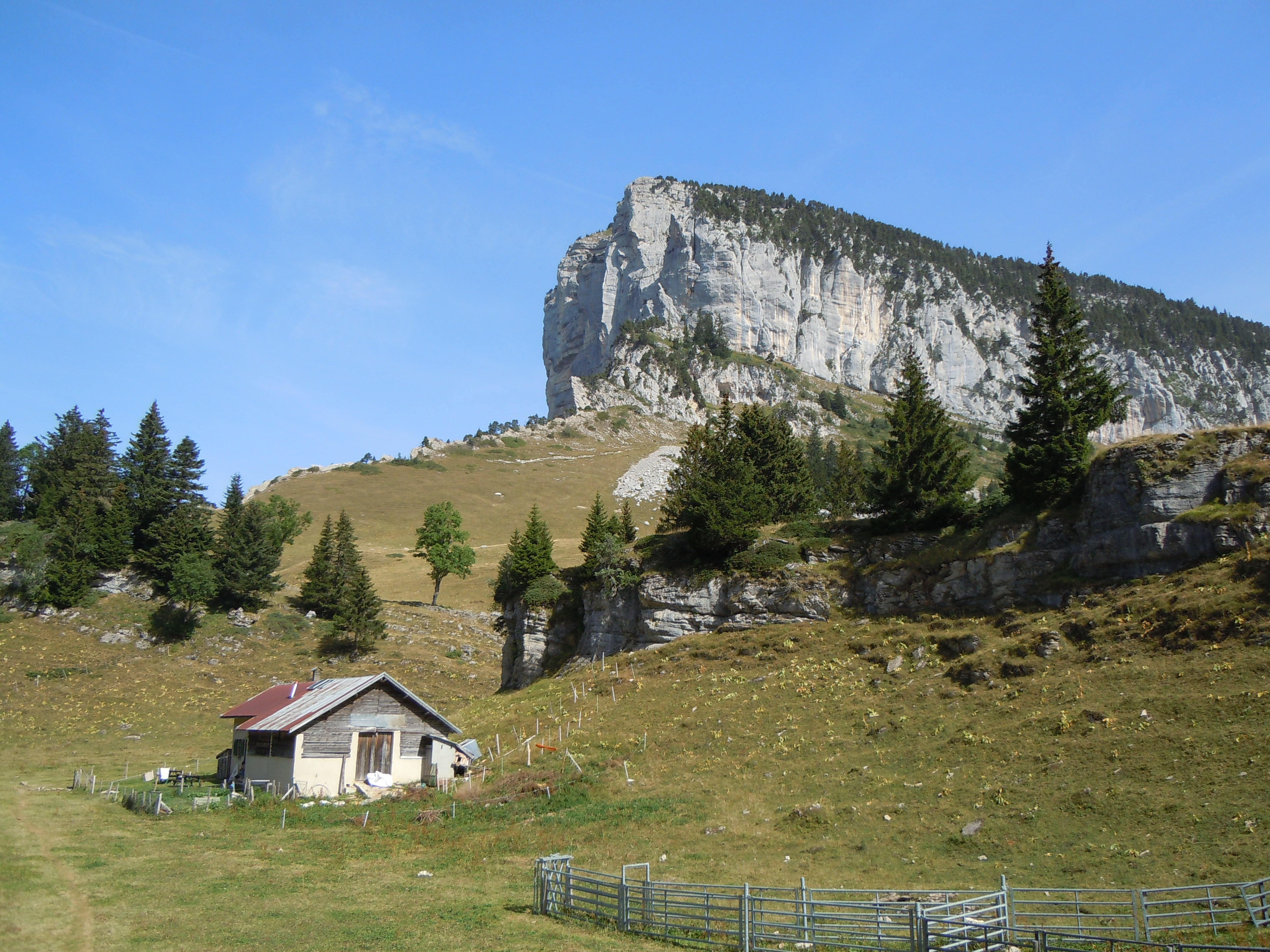
In de Chartreuse
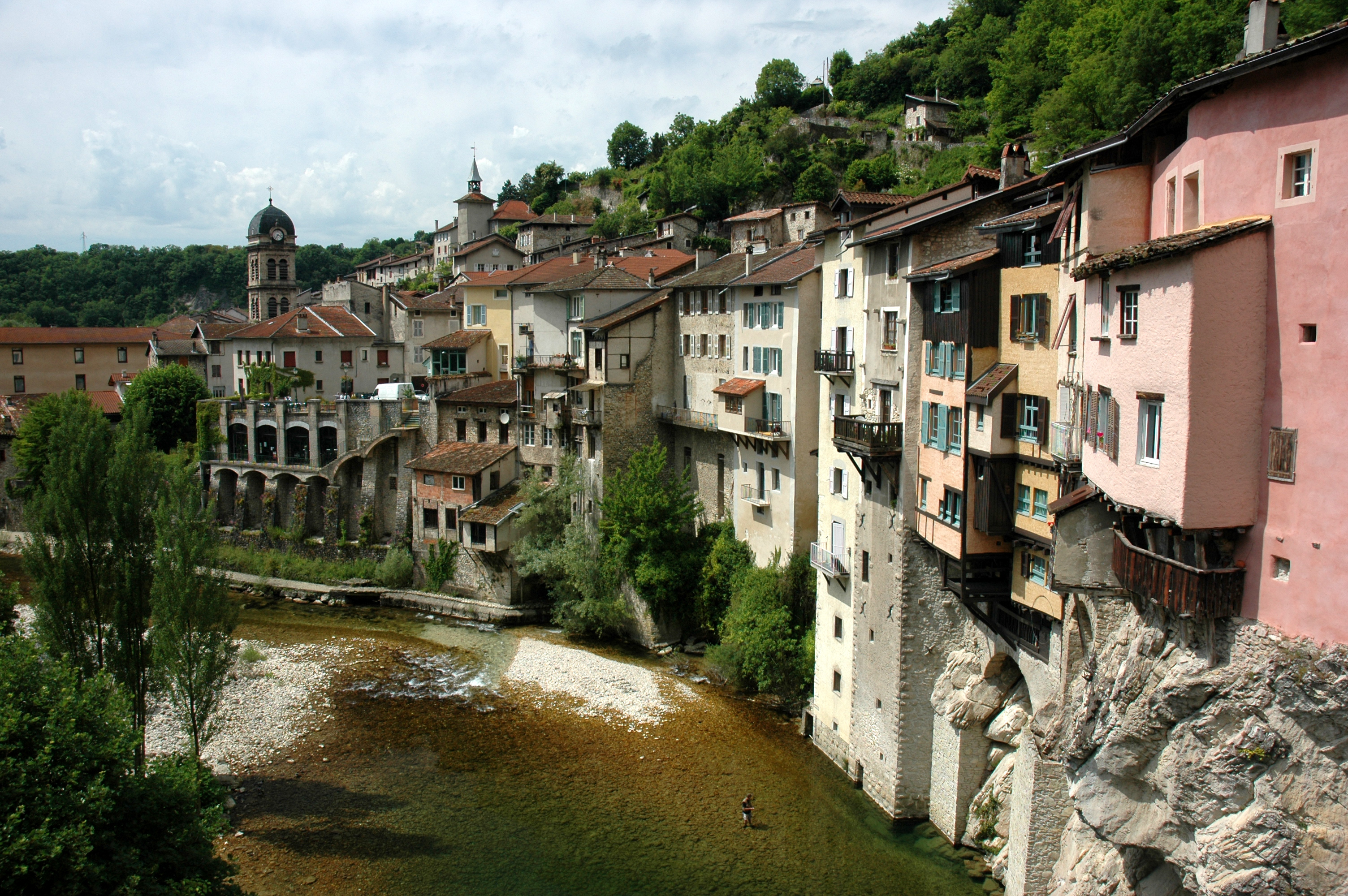
Pont-en-Royans